# Julian Walker
Julian Walker (Berna, 10 settembre 1986) è un ex hockeista su ghiaccio svizzero che giocava come attaccante.

## Carriera

### Club
Julian Walker iniziò a giocare nel settore giovanile del SC Bern, dal 2002 al 2005, con prestazioni così convincenti che venne fatto esordire nella Lega Nazionale A già nella stagione 2004-2005, oltre ad un prestito nella Lega Nazionale B al SC Langenthal.
La stagione successiva venne ingaggiato dall'EHC Basel, con la quale disputò tre stagioni nella massima serie intervallate da due prestiti all'EHC Olten, squadra di LNB. Nel 2006 arrivò inoltre la prestigiosa scelta da parte dei Minnesota Wild nel draft della NHL. Dal 2008 dopo la retrocessione dell'EHC Basel in LNB, Walker decise di passare all'HC Ambrì-Piotta, dove nella stagione 2011-12 ricoprì il ruolo di capitano alternativo. Walker concluse la sua avventura all'Ambrì dopo aver giocato 210 incontri in quattro stagioni, con un bottino di 85 punti.
Nel novembre del 2011 annunciò il proprio trasferimento al termine della stagione al Genève-Servette Hockey Club. Nell'estate del 2013 passò all'Hockey Club Lugano con un contratto valido fino al 2016.

### Nazionale
Dal 2004 al 2006 Walker è stato convocato nelle rappresentative nazionali U18 e U20 in occasione dei campionati mondiali di categoria, contribuendo nel 2004 alla promozione della nazionale U-18 dalla Prima Divisione a quella Élite.
Dopo aver esordito in alcune amichevoli nella stagione 2011-12 Walker esordì con la nazionale maggiore ai mondiali del 2013. In quell'occasione conquistò la medaglia d'argento, la prima in carriera.

## Palmarès

### Nazionale
- Campionato mondiale di hockey su ghiaccio Under-18 - Prima Divisione: 1

Austria 2004